# مجلس عالی جمهوری خودمختار نخجوان
مجلس عالی جمهوری خودمختار نخجوان (به ترکی آذربایجانی: Naxçıvan Muxtar Respublikasının Ali Məclisi) عالی‌ترین مرجع سیاسی و مجلس قانون‌گذاری در جمهوری خودمختار نخجوان که پس از فروپاشی شوروی سابق در سال ۱۹۹۰ میلادی اعلام استقلال کرد. و به عنوان یک جمهوری خودمختار در مجلس ملی جمهوری آذربایجان به عنوان بخشی خودمختار و وابسته به جمهوری آذربایجان گشایش یافت. از سال ۹۴-۱۹۹۳ تاکنون ریاست مجلس عالی جمهوری خودمختار نخجوان را وصیف طالبوف بر عهده دارد.